# آرون هایزن
آرون هایزن (انگلیسی: Aaron Heinzen؛ زادهٔ ۹ اوت ۱۹۷۹) بازیکن فوتبال اهل ایالات متحده آمریکا است.